# Гонсалес Портильо, Сантьяго
Сантьяго Гонсалес Портильо (исп. Santiago González Portillo, 25 июля 1818 — 1 августа 1887) — гватемальский политик, президент Сальвадора.

## Биография
Родился в 1818 году в Сакапе. Был в числе тех гватемальских либералов, кто в 1850-х покинул страну после прихода к власти Рафаэля Карреры и нашёл убежище в Сальвадоре. Занимал различные посты в правительстве Херардо Барриоса. Когда в начале 1863 года Гватемала начала войну против Сальвадора с целью свержения Барриоса, ему было поручено командовать войсками на границе в департамента Санта-Ана.
В июле 1863 года пришёл к соглашению с Каррерой, и признал президентом Сальвадора Франсиско Дуэньяса, предав Барриоса. В правительстве Дуэньяса всё время пребывания того у власти (с 1863 по 1871 годы) занимал должность военного министра. В 1865 году возглавил военный трибунал, который приговорил Херардо Барриоса к смерти.
12 апреля 1871 года совершил военный переворот, сверг Дуэньяса и сам стал президентом. Созванная им Конституционная ассамблея приняла в 1871 году новую Политическую Конституцию Республики, в соответствии с которой он был избран президентом на 1872—1874 годы. Тем не менее в июле 1872 года он объявил диктатуру, и созвал новую Конституционную Ассамблею, принявшую Политическую Конституцию Республики 1872 года, в соответствии с которой Гонсалес был избран президентом на 1872—1876 годы.
Во время своего пребывания у власти проводил реформы либерального толка: свободу вероисповедания, секуляризацию кладбищ, легализацию развода и гражданского брака.